# Massiccio del Mitaraka
Il massiccio del Mitaraka (in olandese Massief Mitaraka, in portoghese
Maciço Mitaraka, in francese Massif du Mitaraka) sono dei monti del Massiccio della Guiana al confine tra Brasile, Suriname e Guyana francese (Francia) che culminano a 690 metri d'altezza.